# Atomoksetyna
Atomoksetyna – organiczny związek chemiczny, lek sympatykomimetyczny (pobudzający układ współczulny) o działaniu ośrodkowym.
Może być skutecznie stosowany w terapii zaburzeń z deficytem uwagi i nadruchliwością
ADHD (attention-deficit/hyperactivity disorder). Jest także wykorzystywany do leczenia zespołu Tourette’a.

## Sposób działania
Lek działa jako inhibitor wychwytu zwrotnego noradrenaliny, a minimalnie także serotoniny.

## Przeciwwskazania
Poza nadwrażliwością na składniki leku przeciwwskazaniem jest jaskra oraz leczenie inhibitorami MAO. Stosuje się u osób powyżej 6 roku życia.

## Ciąża i laktacja
Kategoria C. Odradzane jest stosowanie w ciąży i w okresie karmienia piersią.

## Preparaty

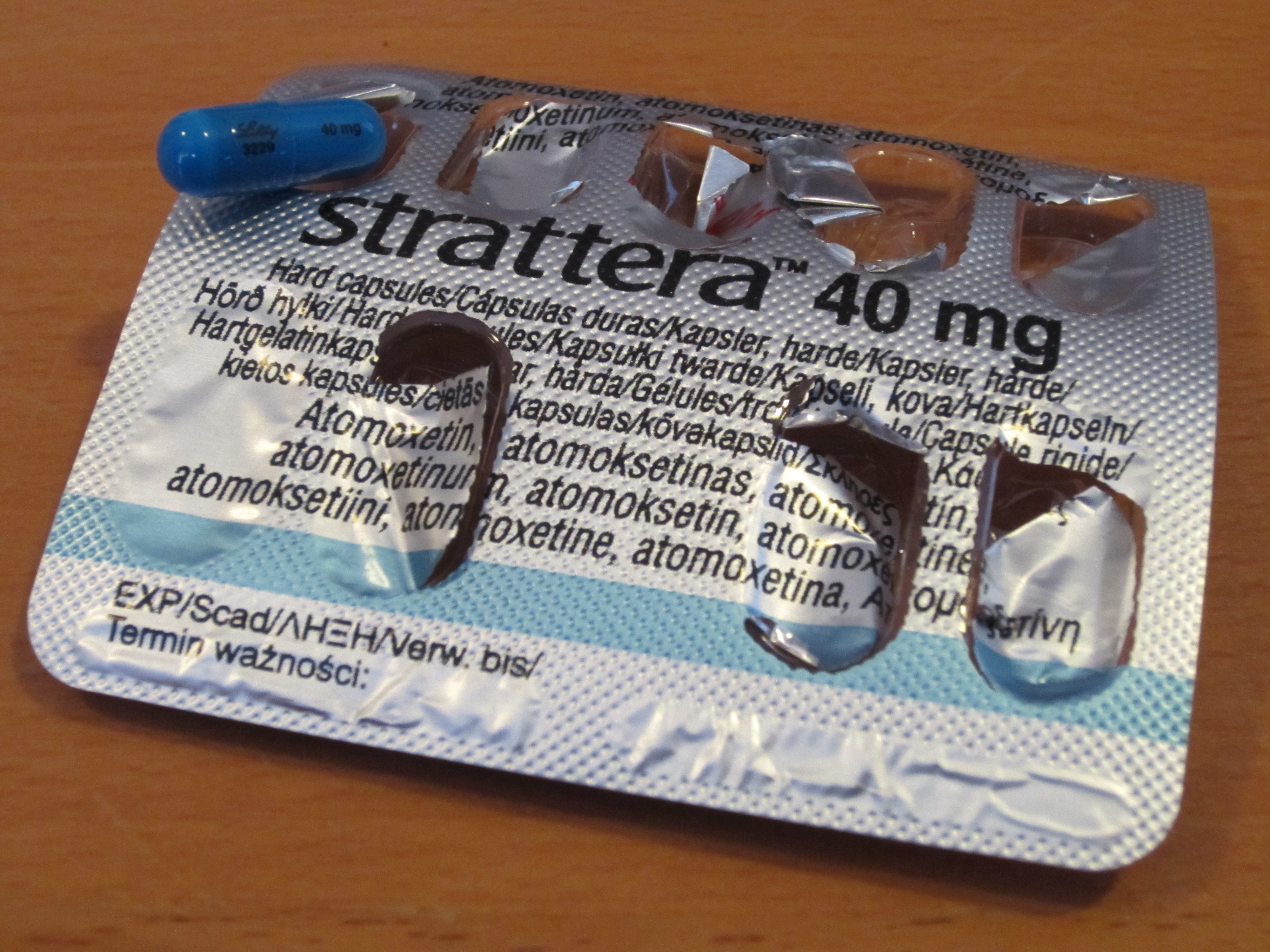

Preparaty dostępne w Polsce (01.01.2023):
- Atofab
- Atomoksetyna Medice
- Atomoksetyna Neuropharma
- Auroxetyn
- Konaten
- Strattera